# Asociația Salonul de toamnă
Asociația Salonul de tomană a fost o organizație artistică care a funcționat în perioada 1921 - 1924 si i-a avut ca principali inițiatori pe George Chirovici, Leon Biju și Ionescu Doru. Ca majoritatea societăților artistice din România principalul obiectiv pe care l-a avut a fost promovarea artelor și organizarea de evenimente expoziționale. În cadrul celor trei expoziții pe care le-a deschis în București în anul 1922 și 1923, au participat Rudolf Schweitzer-Cumpăna, Lucian Grigorescu, Adam Bălțatu, Aurel Băeșu, Sabin Popp, Petre Troteanu, Dumitru Florian, Paul Molda, Dumitru Brăescu, Vasile Anghel, Vasile Velisaratu, Dumitru Mățăoanu, Teodor Burcă, Ion D. Trajanescu, S. Becu, Nicolae Vermont și Gheorghe Leonida. Asociația s-a destrămat în anul 1924 ca urmare a redeschiderii Salonului oficial organizat de către autoritățile statului român.

## Premise și înființare
După primul război mondial, în primii ani ai deceniului al treilea din secolul al XX-lea, viața artistică era una efervescentă. Se înregistrau o mulțime de expoziții personale și o activitate febrilă de regrupare a sculptorilor și pictorilor la noi asociații sau societăți artistice. Acest lucru era determinat de existența unei situații mai speciale în domeniul artelor și nu de crezuri sau convingeri de natură artistică. Situația a apărut din cauza că Salonul Oficial nu se reactivase ca principală activitate expozițională anuală și nici nu se prevedea ceva în acest sens. Un factor suplimentar era și modul greoi și partinic în care Societatea „Cercul artistic”, Tinerimea artistică și Societatea Arta română, făceau invitațiile de aderare ca membri artiștilor tineri. De altfel, toate cele trei societăți enumerate erau încurajate și susținute de către autoritățile statului român.
La toți factorii expuși mai sus, s-au suprapus și vechile metehne românești prin care unii artiști doreau să fie șefi de grupări.  Acestea fiind zise, se pot vedea cauzele principale care au stat la baza apariției puzderiei de societăți artistice din acea epocă. Desigur că majoritatea acestora rămâneau în stadii de proiecte, ele fiind moarte înainte înființare sau dispăreau după prima tentativă de deschidere a unei manifestări expoziționale.
Asociația Salonul de toamnă se înscrie în acest cadru de febrilitate, ea având o activitate destul de modestă și o longevitate precară. Ea s-a înființat în ziua de 25 mai 1921 de George Chirovici, Leon Biju și Ionescu Doru. În cadrul acestei asociații s-au afirmat tinerii artiști plastici Rudolf Schweitzer-Cumpăna, Lucian Grigorescu, Adam Bălțatu, Aurel Băeșu, Sabin Popp, Petre Troteanu, Dumitru Florian, Paul Molda, Dumitru Brăescu, Vasile Anghel, Vasile Velisaratu, Dumitru Mățăoanu, Teodor Burcă, Ion D. Trajanescu, S. Becu și Gheorghe Leonida.
Asociația și-a propus un program de activitate foarte bogat:
1. organizarea de conferințe și excursii în străinătate și în România;[2]
2. organizarea de exppoziții;[2]
3. ocrotirea și ajutorarea fiecărui membru societar;[2]
4. tipărirea de reviste și anuare ale asociației.[2]

Societatea Salonul de toamnă nu avea președinte ales și problemele administrative erau rezolvate de către un delegat - George Chirovici.
Ca și la alte societăți artistice, totul s-a rezumat doar la organizarea de expoziții.

## Manifestări expoziționale

### Expoziția din februarie 1922
Vernisajul evenimentului s-a petrecut la începutul lunii februarie 1922 la sala de expoziții a Sindicatului artelor frumoase care s-a și inaugurat cu această ocazie.
Pe lângă membrii fondatori și cei societari au mai expus George Demetrescu Mirea ce era invitat de onoare, Pan Ioanid, Dumitru Hârleanu, Gheorghe Simota, Nițescu, Virginia Andreescu etc. O parte a presei a făcut elogiul expoziției, salutând Salonul de toamnă ce „... ar forma un fel de trecere de la anchilozarea naturalist-romantică a Tinerimii artistice la arta mai nouă, impresionistă și chiar post impresionistă de la Arta Română”. Cronica plastică a apreciat pe talentatul Aurel Băeșu, Rudolf Schweitzer-Cumpăna și Lucian Grigorescu.

### Expoziția din toamna anului 1922
Datorită reușitei primei expoziții, comitetul societății a organizat rapid a doua manifestare expozițională care s-a deschis în perioada 30 septembrie - 26 octombrie 1922, unde au fost prezente un număr de 175 de exponate. Ea s-a desfășurat la Galeria Maison d'Art din București și a avut ca invitat pe Nicolae Vermont. Expoziția a fost în atenția presei care a criticat neprofesionalismul și lipsa de talent al participanților, dar și calitatea și fumusețea operelor semnate de către Lucian Grigorescu, Rudolf-Cumpăna și Margareta Cosăceanu.

### Expoziția din anul 1923
În luna octombrie 1923, societatea a organizat cea de a treia expoziție care deși a prezentat opere cu o valoare superioară celor din anul precedent, ea o fost defavorabil criticată de presa din acel an. Astfel, George Chirovici, Pan, Ioanid, Aurel Băeșu, Lucian Grigorescu, Nicolae Vermont, Paul Molda Alexandra Phoebus, Rudolf Schweitzer-Cumpăna, Sabin Popp și Leon Biju au fost aspru criticați. Unora li s-a repoșat că au încercat să prezinte forme moderniste insuficient asimilate și altora că s-au menținut la un nivel artistic inferior.

## Desființarea asociației
Ca urmare a criticilor de presă, unii artiști au părăsit Asociația Salonul de toamnă și s-au integrat în alte societăți artistice, în timp ce George Chirovici împreună cu alți prieteni au menținut asociația în viață până în primăvara anului 1924. O dată cu redeschiderea Salonului oficial din anul 1924, numărul mic de membri a dus la lichidarea ei.